# Hôtel de ville de Semur-en-Brionnais
L'hôtel de ville de Semur-en-Brionnais est un ancien auditoire de justice, construit en 1788. Il est inscrit monument historique, depuis 1984. La présence de l'autorité judiciaire à Semur-en-Brionnais date du Moyen Âge.

## Localisation
L'hôtel de ville est situé au centre de la ville historique, place Bouthier de Rochefort face à la Collégiale Saint-Hilaire et près du château Saint-Hugues, du Chapitre de la collégiale, de l'Hôtel de Précy...

## Histoire de la justice à Semur-en-Brionnais

### Au Moyen Âge

#### Depuis Charlemagne
Un des problèmes constant du pouvoir royal est de réaliser une centralisation du pouvoir. Charlemagne crée les "missi dominici", contrôleurs itinérants chargés de surveiller les pouvoirs locaux dans l'exercice de la justice afin de parvenir à subordonner les cours seigneuriales aux tribunaux royaux. Mais cette volonté ne trouve qu'une faible application. À partir du XIIe siècle s'impose progressivement que la justice s'incarne dans le roi. La personne de Saint Louis en est l'image car à son retour de la première croisade Saint Louis réforme profondément la justice. Il promulgue, en 1256, une ordonnance qui, grâce aux baillis et à leurs subordonnés, doit s'appliquer à tous le royaume. Il pose les bases de la justice française : « nul ne sera privé de son droit sans faute reconnue et sans procès ». Cela n'empêche pas le fait que les juges féodaux, exerçant dans le cadre de leur seigneurie, rendent la plupart des décisions .

#### Depuis Philippe Auguste

##### Le bailliage
Le bailli est le magistrat d'une juridiction située, dans l'organisation judiciaire, entre la prévôté (au plus bas niveau) et le Parlement qui juge ses décisions en appel. Il peut être désigné sous le nom de "sénéchal".
Il existe les bailliages ducaux et les bailliages royaux, créés durant la même période et largement concurrents : les ducs et seigneurs veulent garder leurs pouvoirs et le roi veut les contrôler.
Les baillis ducaux : l'histoire des baillis est liée à celle du Parlement, leur juridiction constitue la première base de l'organisation judiciaire ducale. Ils existent en Bourgogne sans doute dès la fin du XIIe siècle. (p XXXI). Un seul bailli peut s'occuper de plusieurs bailliages, ce qui, compte tenu de la charge de travail entraîne la création de "lieutenants" du bailli. Pour l'Autunois il y a trois sièges : Autun, Montcenis et Semur-en-Brionnais.
Les premiers bailliages royaux résultent de l'application de l'ordonnance de 1190 de Philippe Auguste, dans le but de rétablir les pouvoirs du roi face aux seigneurs. L'application ne fut pas immédiate, ainsi pour le comté de Mâcon la bailli royal est postérieur à  l'achat du comté, en 1239, par Saint Louis. Au premier niveau du bailliage sont les prévôts, au-dessus d'eux le bailli, lequel dépend de la cour des régents. Il y a dans le ressort du parlement de Bourgogne (siégeant à Dijon) dix neuf bailliages royaux : Dijon, Autun, Chalon, Semur-en-Auxois, Châtillon, Charolles, Bourbon-Lancy, Bourg, Belley, Gex, Beaune, Nuits, Auxonne, St Jean-de-Lône, Montcenis, Semur-en-Brionnais, Avallon, Arnay et Saulieu (Mâcon, Auxerre et Bar-Sur-Seine ressortissaient du parlement de Paris).  En 1551 le roi Henri II créa les présidiaux. Le bailliage de Semur-en-brionnais dépendait du présidial d'Autun.

##### L'accession à la baronnie de Semur-en-Brionnais
Au XIIIe siècle la baronnie n'est pas liée au titre de baron. Elle est essentiellement une reconnaissance du pouvoir de justice qu'a un seigneur de château sur un territoire. C'est en 1273 qu'il est fait référence pour la première fois à la baronnie de Semur  à l'occasion d'un différend entre le seigneur de Semur et le Comte du Forez sur les limites réciproques de leurs baronnies. Cette reconnaissance de baronnie est sans doute due à l'importance du seigneur de Semur d'alors : Jean de Chateauvillain qui possédait les châteaux de Bourbon-Lancy, Luizy et Uchon.

#### Conflit de compétences
Les partages de responsabilité font l'objet de tensions régulières et significatives  "les baillis royaux de Sens et de Mâcon, sont ceux qui attaquent avec le plus d'âpreté les privilèges du duché. Sans cesse des plaintes s'élèvent contre eux". Ainsi une décision de Philippe-le-Bel interdit "au bailli de Mâcon d'exercer sur les terres de la châtellerie de Semur-en-Brionnais"... » . Des évolutions conduisent à une sorte de synthèse : à la suite de la première tenue du parlement de Dijon, le 12 novembre 1480  est publiée, en janvier 1481, une ordonnance qui emprunte ses articles pour partie aux ordonnances royales et pour partie aux ordonnances ducales .

#### Le personnel de justice au Moyen Âge
Il comprend : 
- les procureurs chargés de défendre les droits du seigneur et ceux du public.
- Les prévôts, officiers comptables chargés de recevoir les redevances, les mendes, de vendre les bois du domaine de la baronnie..
- Les clercs de papier comprennent les notaires (personne adjointe aux cours de justice royale ou seigneuriales en vue d'authentifier les actes) et les greffiers (le Greffier d'un tribunal est un officier ministériel titulaire d'une charge, il tient la plume à l'audience)
- Les sergents, geôliers et gardes forestiers complètent le personnel de justice du baron.
- Les avocats, inscrits au tableau, s'adonnent à la plaidoirie.

### 1486: la justice de la baronnie de Semur-en-Brionnais sous contrôle royal
Vers l'an 1486 le duc de la Trémoulle, alors baron de Semur, fait cession au roi Charles VII de sa baronnie de Semur. Depuis lors Semur n'a plus que des barons à titre d'engagement vis-à-vis du roi. "Le baron engagé était toujours du domaine royal, et la véritable propriété n'en appartenait à point d'autres qu'au roi. Il n'était donné à "l'engagiste" qu'à charge de rachat perpétuel et imprescriptible".Par la suite les barons de Semur se succèdent rapidement car les charges et avantages des barons échangistes se transmettent par contrat de vente. Ainsi le 28 octobre 1659 François de Vigaud achète la baronnie de Semur alors qu'il est conseiller du roi, seigneur de Saint-Quentin, de Cognac et d'autres lieux…

### auXVIIIesiècle
Au XVIIIe siècle Semur-en-Brionnais n'a plus le rayonnement que la cité avait antérieurement mais elle garde des fonctions administratives et judiciaires qui lui assurent une place importante dans le pays brionnais car dans les sièges de juridiction résident tout une catégorie de professionnels qui donnent vie à la ville : juges, avocats, huissiers, greffiers... Ainsi l'ancien hôtel connu aujourd'hui sous le nom de "maison Beurrier", édifice à tourelles, est occupé  au XVIIe siècle par l'avocat Terrion .

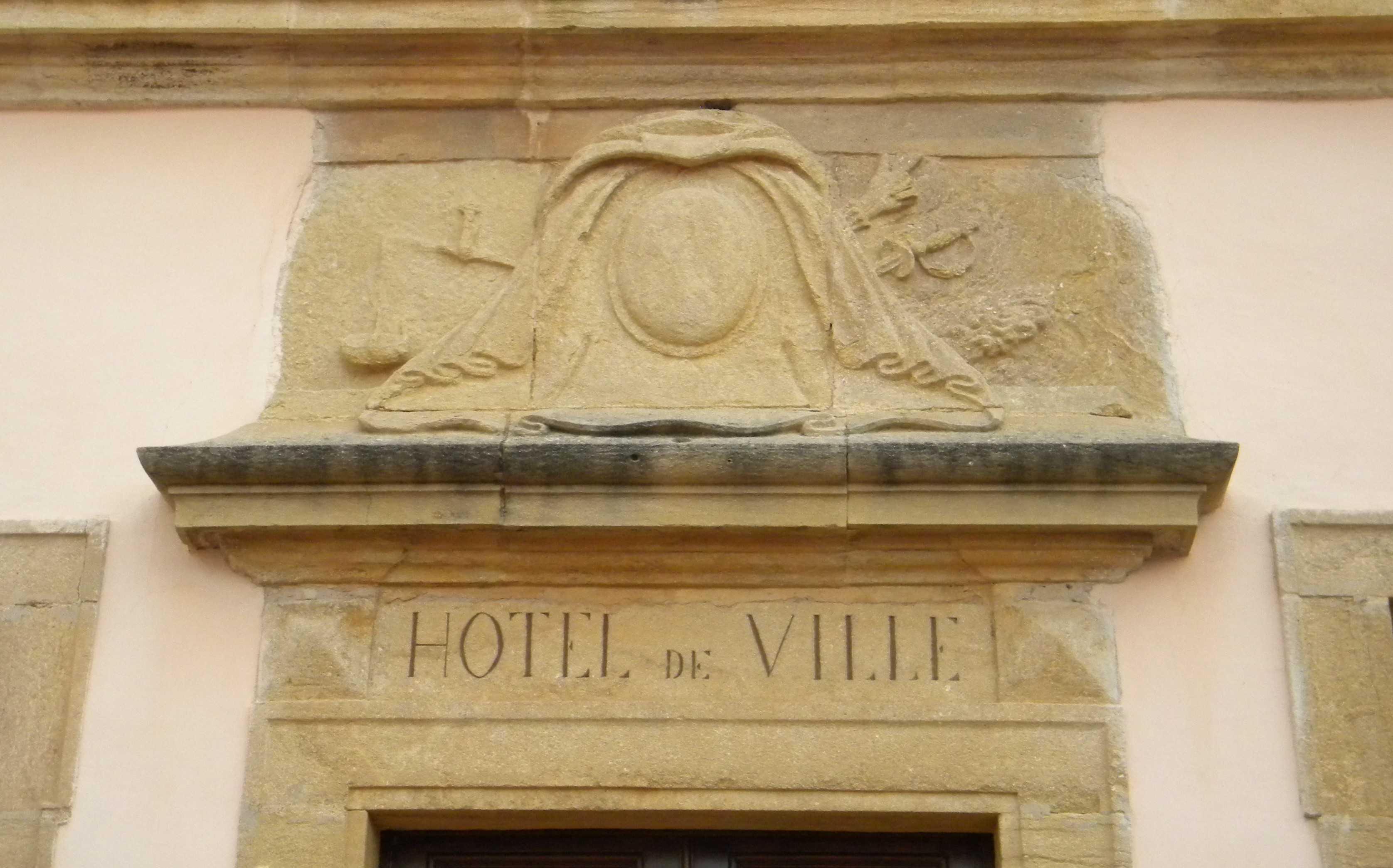
Porte entrée Hôtel de ville et auditoire de justice avec les symboles de la justice (balance, épée, main)

En 1736 la compétence du baron engagiste porte sur le territoire suivant : Semur-en-Brionnais, Saint-Martin-La-Vallée, Montmegin, Mailly, Saint-Yan, Bécheron, Hôpital-le-Mercier, Baugy, Saint-Martin-du-Lac, Iguerande, Briant, Saint-Julien-de-Cray. Le dernier baron est Jacques Nicolas du Puy. Il était baron de Saint-Martin, il vit dans le château de Saint-Martin-la-Vallée. Il succède à son père comme baron de Semur. Celui-ci, Jean du Puy, achète la baronnie, par acte notarié à  Digoin, le 12 février 1693 ; il meurt dix  mois plus tard. Jacques Nicolas, nous dit l'abbé Cucherat, "était un seigneur très instruit, surtout dans la connaissance des lois… Il sollicita et obtint de Sa Majesté un souvenir précieux, c'est l'auditoire de la justice… Cet édifice qui ne manque ni de style ni de goût, a été bâti aux frais et sur la cassette privée du roi. On y voyait au-dessus de la porte l'écu de France, d'azur à trois fleurs de lys d'or". 

### De la révolution française auXXesiècle
la Révolution tire les leçons des imperfections de la justice royale de l'Ancien Régime, et  fait table rase du passé, changeant à la fois l'organisation judiciaire et le statut des magistrats. 
Les justices de paix, organisées par la loi des 16 et 24 août 1790, ont fonctionné jusqu'en 1958. La loi a créé une justice de paix par canton. Elle est composée d'un juge et d'assesseurs élus pour deux ans dans un premier temps, puis pour trois ans.Le juge de paix est un juge unique.
Les compétences du juge, outre celles liées à la gestion et à l'organisation du tribunal sont :
- en matière civile : le règlement des conflits entre particuliers ainsi qu'entre patrons et salariés. Le juge peut intervenir en matière gracieuse pour les questions de tutelle, d'acte de notoriété, de déclaration de nationalité...
- en matière pénale : le juge est officier de police judiciaire, il reçoit les plaintes et dénonciations, rédige des procès-verbaux de flagrant délit, réalise des enquêtes comme auxiliaire du parquet. Il juge en matière de contraventions mais aussi en matière de délits lorsqu'il ne sont punis que de peines d'amende (chasse, pêche).

Dans le département de Saône-et-Loire les justices de paix sont situées dans les villes suivantes : Autun, Beaurepaire-en-Bresse, Bourbon-Lancy, Buxy, Chagny, Chalon-sur-Saône, Chapelle-de-Guinchay (La), Charolles, Chauffailles, Clayette (La), Couches (anc. Couches-les-Mines), Creusot (Le), Cuiseaux, Cuisery, Épinac, Givry, Gueugnon, Issy-l'Évêque, Lucenay-l'Évêque, Lugny-lès-Charolles, Marcigny, Matour, Mont-Saint-Vincent, Montceau-les-Mines, Montcenis, Montpont- en-Bresse, Montret, Palinges, Paray-le-Monial, Pierre-de-Bresse, Saint-Bonnet-de-Joux, Saint-Gengoux-le-National, Saint-Germain-du-Bois, Saint-Léger-sous-Beuvray, Semur-en-Brionnais, Sennecey-le-Grand, Tournus, Tramayes, Verdun-sur-le-Doubs.

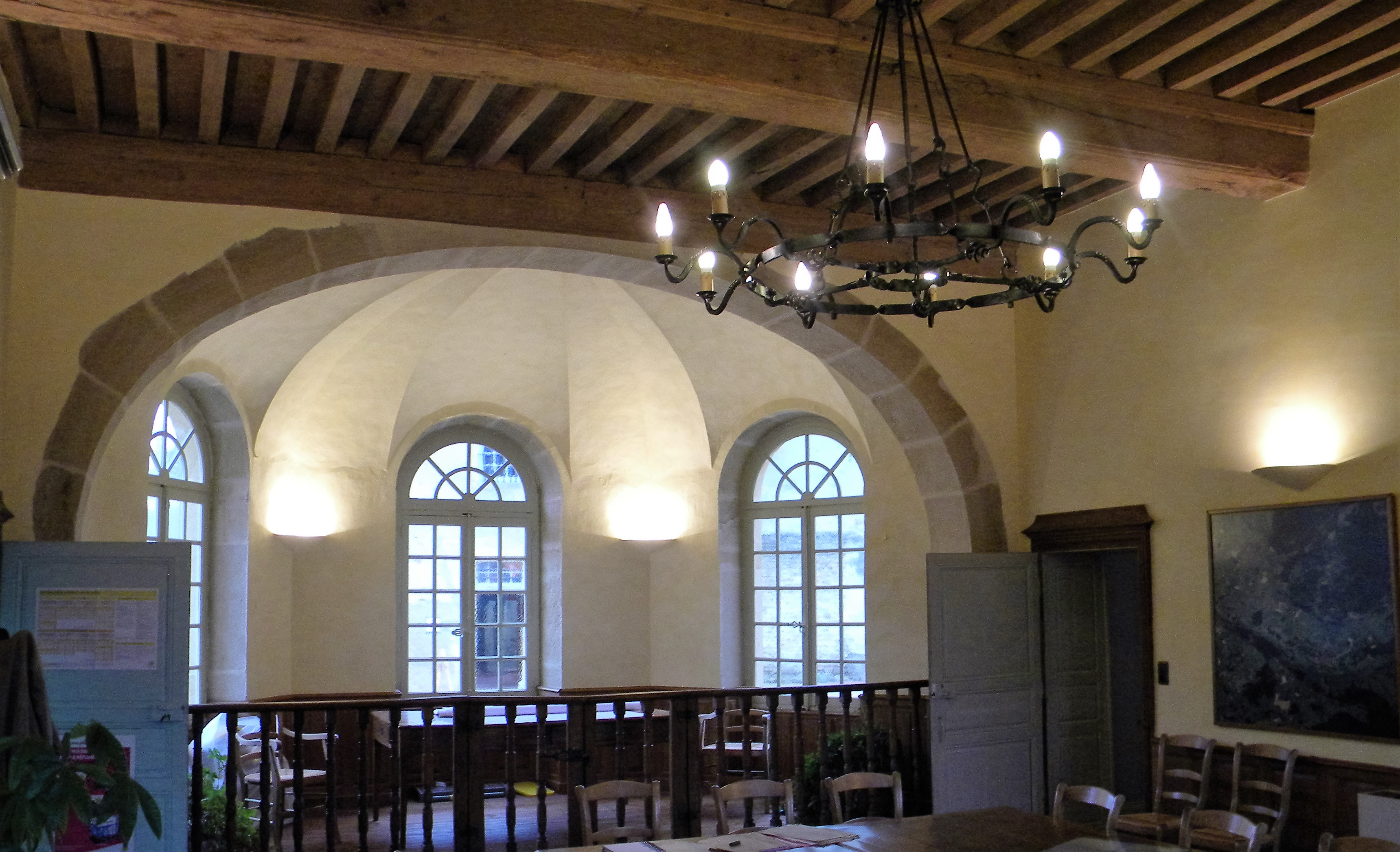
Salle d'audience de l'auditoire, aujourd'hui salle du conseil municipal

L'activité de la justice de paix de Semur-en-Brionnais en 1837 :
- affaires introduites par citation : 214
- affaires terminées : 217 (dont 9 par abandon et 59 par défaut)
- un seul jugement a fait l'objet d'un appel.
- en matière de conciliation : 64 affaires portées (31 conciliées)

C'est par décret du 29 juillet 1925 que la justice de paix de Semur-en-Brionnais est réunie à celle de Marcigny, sous la direction du juge de paix de ce dernier canton.

## La construction de l'auditoire
C'est lors d'une visite du 31 mai 1779 de l'architecte Guillemot accompagné du subdélégué Bouthier-de-Rochefort qu'est diagnostiqué la nécessité de remplacer l'auditoire existant par un nouveau, compte tenu de son état " la toiture étant pourrie et les murs en mauvais état. " Il est probable que l'ancien auditoire abritait le grenier à sel qui a été préservé lors de la démolition. Les plans furent établis par M. Guillemot sur ordonnance de M. Dupleix de Bacquencourt, intendant de Bourgogne et Bresse. Les travaux furent adjugés le 15 juillet 1783 à Pierre Lorton, maçon, La construction fut entreprise en 1781 et achevée en 1788.
L'auditoire est affecté partiellement à l'Hôtel de ville dès 1793. L'auditoire, abritant la Mairie et la Justice de paix est restauré extérieurement et intérieurement au début du XXe siècle.Les travaux, sur un devis de l'architecte Poinet de Mâcon de 4 620 francs, , ont été terminés le 30 octobre 1902.

## Description du bâtiment
La façade principale du bâtiment est rectiligne. La porte rectangulaire est encadrée de deux fenêtres.
Au-dessus de la porte un médaillon ovale avec les attributs de la justice : épée, balance, main prêtant serment . À droite de la porte figure une cartouche avec l'inscription « bureau des huissiers » La toiture à quatre pans comprend quatre ouvertures couvertes d'une toiture à trois pans. La face arrière du bâtiment est à cinq pans et comprend trois fenêtres.
L'intérieur comprend une grande salle plafonnée à la française ouverte par une arcade de plein cintre;ouvrant sur l'estrade de l'auditoire.De part et d'autre de cette salle principale existent deux salles, dont l'une avec cheminée de marbre Louis XVI.

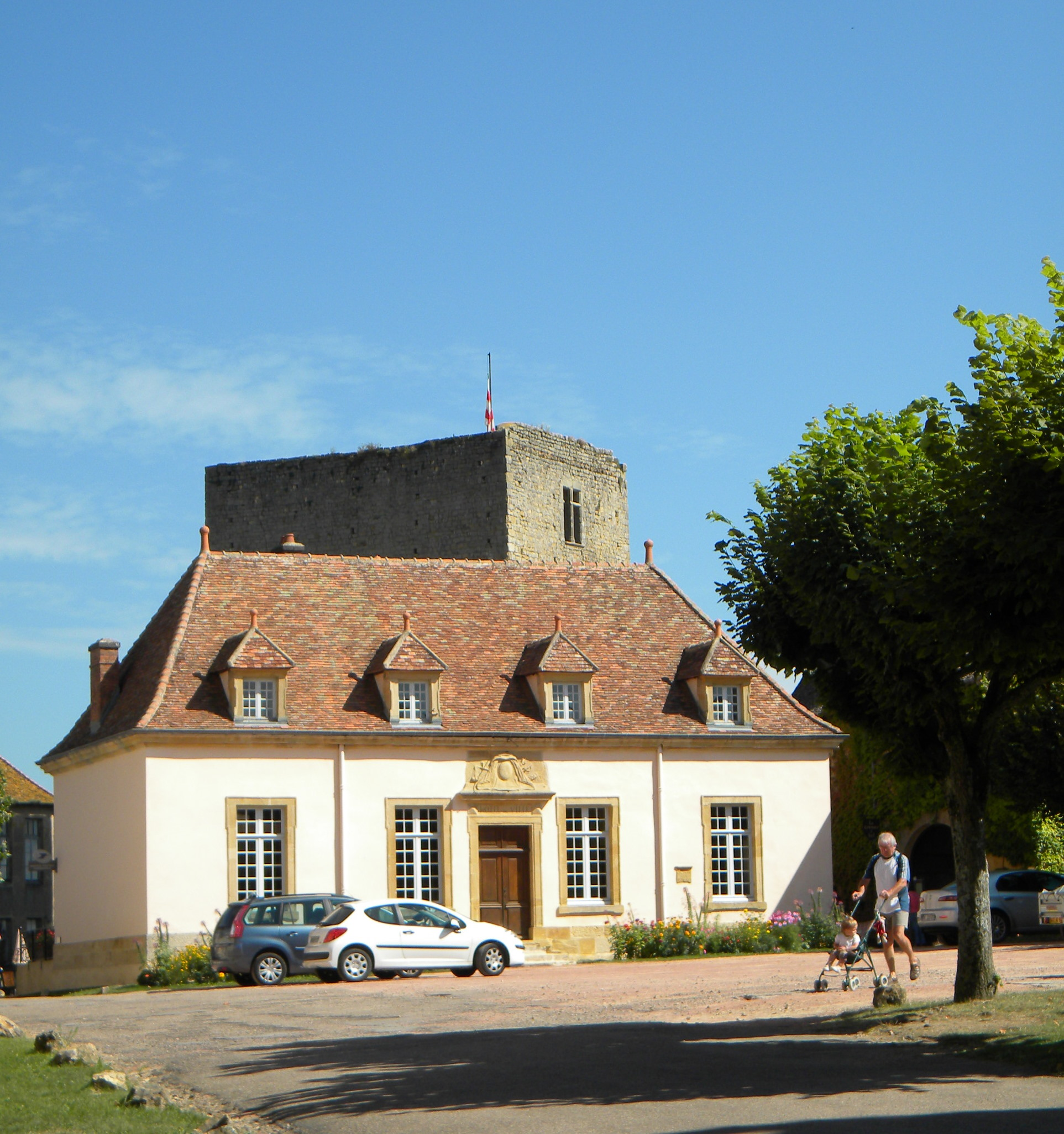
Vue de l'Hôtel de ville et du Château Saint-Hugues en arrière-plan
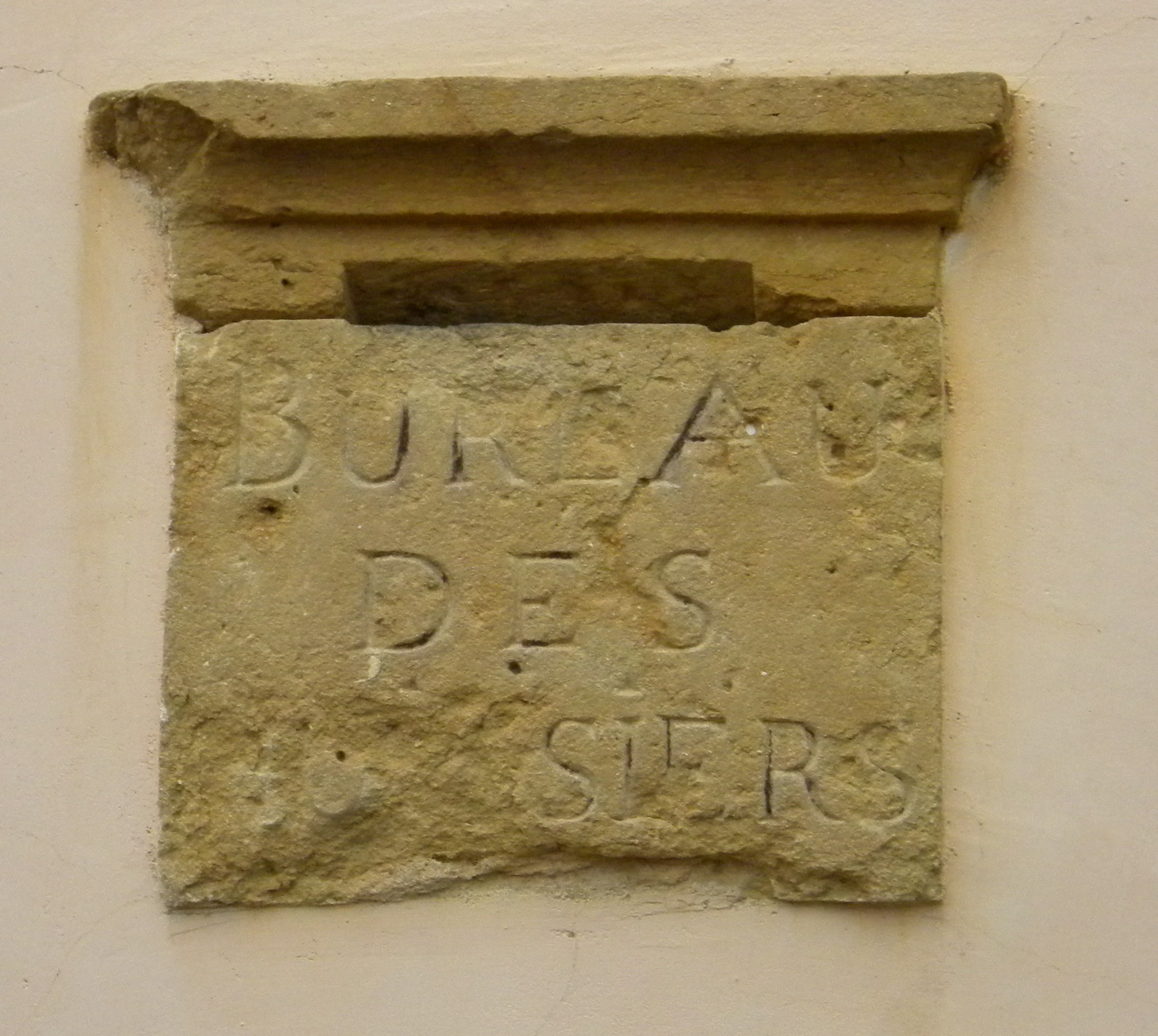
Auditoire de justice la façade principale la cartouche bureau des huissiers